# Lanciana
Lanciana is een geslacht van rechtvleugeligen uit de familie sabelsprinkhanen (Tettigoniidae). De wetenschappelijke naam van dit geslacht is voor het eerst geldig gepubliceerd in 1869 door Walker.

## Soorten
Het geslacht Lanciana omvat de volgende soorten:
- Lanciana albidicornis Walker, 1869
- Lanciana hesperpotana Rentz, 1985
- Lanciana montana Rentz, 1985
- Lanciana occidentalis Rentz, 1985
- Lanciana semialata Rentz, 1985